# Benaki-Museum
Das Benaki-Museum in der griechischen Hauptstadt Athen ist das größte private Museum Griechenlands. Es ist das einzige Museum in Griechenland, das alle Epochen der griechischen Kultur und Geschichte umfasst. Es beherbergt Werke der griechischen Kunst aus vorgeschichtlicher Zeit bis zur Gegenwart sowie eine umfangreiche Sammlung asiatischer Kunst. Ferner finden regelmäßige Ausstellungen statt.

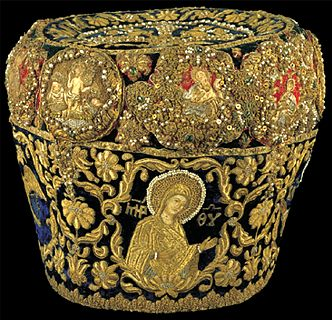
Stephanos aus dem Jahre 1715, Benaki-Museum, Athen

## Geschichte
Das Museum wurde von Antonis Benakis in Erinnerung an seinen Vater Emmanouil Benakis eingerichtet und ausgestattet. Geboren auf Syros im Jahr 1843, war der aus einer wohlhabenden Familie stammende Emmanouil Benakis Baumwollhändler in Alexandria in Ägypten, bis er sich 1910 der Politik zuwandte und Abgeordneter, Minister und Bürgermeister von Athen war. Er war wegen seiner politischen Überzeugungen, vor allem wegen seiner Unterstützung von Eleftherios Venizelos im Gefängnis und ging dann ins Exil. Sein Sohn Antonis Benakis (1873–1954) wurde in Alexandria geboren. Seine Sammlerleidenschaft entwickelte er seit seiner Jugend, und seine Sammlung wuchs an Bedeutung, als er herausragende Wissenschaftler konsultierte, die ihm halfen, die Bedeutung der verschiedenen Artefakte einzuschätzen. Antonis Benaki kam im Jahr 1926 aus Alexandria nach Athen und gründete 1929, im Todesjahr von Emmanouil Benakis, das Benaki-Museum. Er stiftete das Athener Haus der Familie und seine Sammlung von über 37.000 islamischen und byzantinischen Objekten. In den 1970er Jahren kamen aus Stiftungen über 9.000 Ausstellungsstücke hinzu. Antonis Benakis war bis zu seinem Tod 1954 für das Museum aktiv.
Direktoren
- 1921–1940: Theodor Makridi
- 1973–2015: Angelos Delivorrias
- 2016: Olivier Descotes

## Lage
Das Benaki-Museum befindet sich in der Villa Benakis im Zentrum von Athen gegenüber dem Nationalgarten unweit des Syntagma-Platzes an der Königin-Sofia-Avenue. Das Hauptgebäude des Museums ist ein klassizistisches Herrenhaus, wie es charakteristisch für etliche prominente Gebäude in Athen ist. Das Gebäude wurde ursprünglich 1867/1868 für einen griechischen Kaufmann gebaut, später von einem bekannten Geschäftsmann und schließlich von Emmanouil Benakis im Jahre 1910 erworben. Nach dessen Tod wurde es zum Museum umgestaltet und als solches 1931 eröffnet.
Das Museum wurde nach dem Anbau eines Erweiterungsbaus und der Renovierung und Restaurierung des Hauptgebäudes, das durch ein Erdbeben beschädigt war, im Jahr 2000 wieder eröffnet. Mittlerweile erwies sich dieser Komplex als zu klein und nicht erweiterungsfähig, so dass wichtige Abteilungen in Dependancen ausgegliedert wurden, darunter die Islamische Kunst, Chinesische Malerei und Porzellan. Das Stammhaus konzentriert sich seitdem auf die Geschichte des griechischen Siedlungsraums.

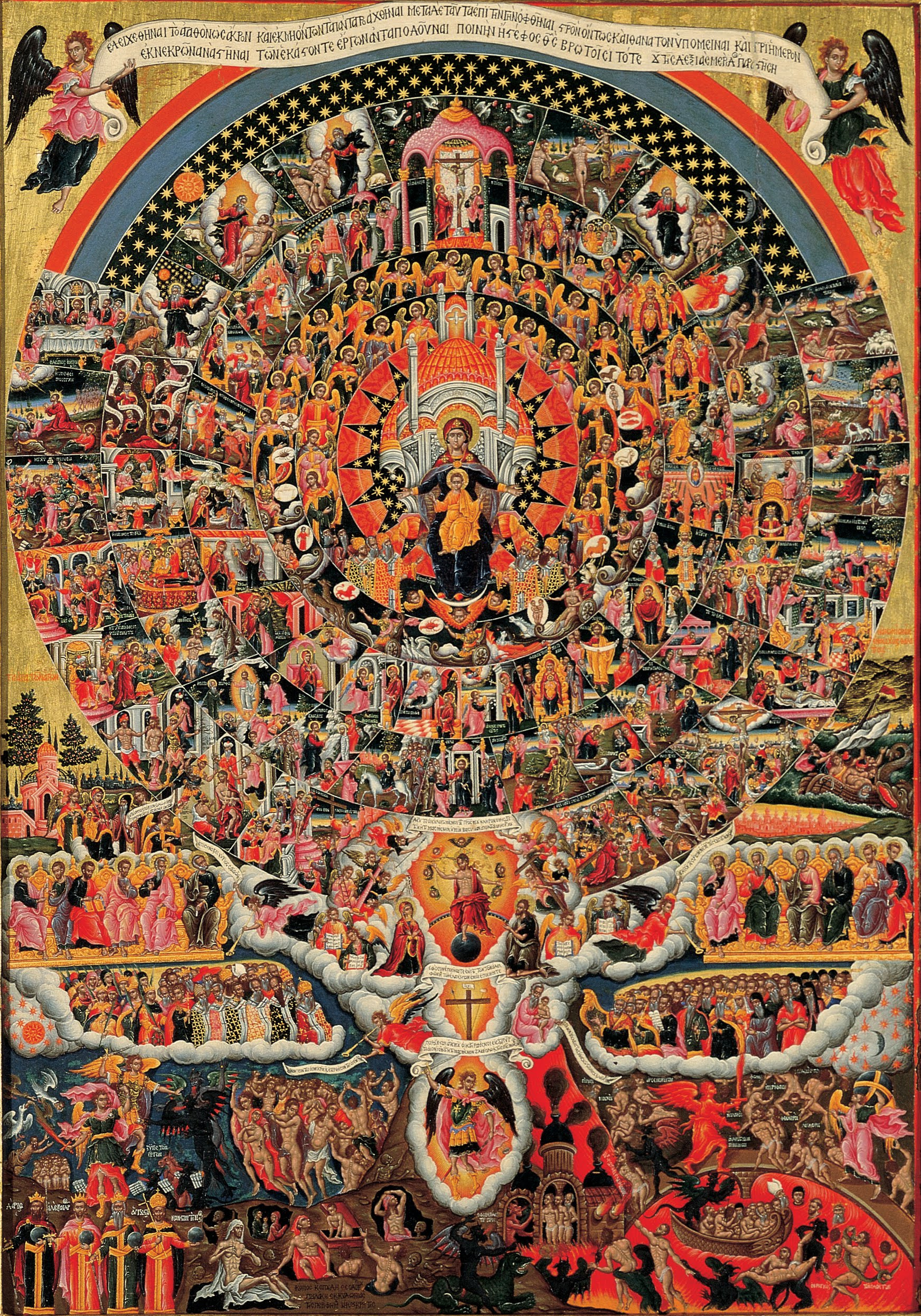
Theodoros Poulakis: Ikone, Darstellung des Hymnus „Über Dich freut sich die ganze Schöpfung“, 17. Jahrhundert

## Exponate
Unter der Leitung von Angelos Delivorias wurden dem Museum mehr als 60.000 Objekte, Bücher und Dokumente hinzugefügt, von denen einige gekauft und andere gestiftet wurden. Das Museum berücksichtigt die Tatsache, dass die griechische Geschichte nicht mit Schlüsselereignissen beginnt oder endet, sondern als Kontinuum bis heute fortgeschrieben wird. Explizit werden auch interkulturelle Einflüsse und Querverbindungen zur griechischen Kultur dokumentiert.

### Antikensammlung
Die ursprüngliche Sammlung des Benaki-Museums befindet sich in den Räumen 1 bis 36, die Reihenfolge der Raumnummern folgt der Entwicklung der Geschichte. Die Antikensammlung befindet sich in den Räumen 1 bis 8 des Museums und umfasst Artefakte aus prähistorischer Zeit, hauptsächlich Äxte und Keramiken seit dem Paläolithikum und dem Neolithikum über Exponate aus der kykladischen, minoischen und mykenischen Kultur, die klassische und die hellenistische Periode bis zum Ende des Römischen Reiches und dem Übergang zum Byzantinischen Reich.

### Byzantinische Sammlung
Raum 9 bis 12 beherbergt die byzantinische Sammlung, mit einem Fokus auf der Entwicklung der künstlerischen Darstellungen und die Kunst der alltäglichen Hausratsgegenstände. Dazu gehören auch eine Sammlung von Beispielen Koptischer Kunst und etliche spätbyzantinische und postbyzantinische Ikonen berühmter Ikonenmaler.
Die Sammlung wurde von 1932 bis zu seinem Tod 1946 vom Mitarbeiter Emilios Velimezis angelegt. Sie trägt seinen Namen und war auch in Teilen mehrmals im deutschsprachigen Raum zu sehen, darunter im Ikonen-Museum Recklinghausen (1998), im Kunsthistorischen Museum Wien (2007) und im Pergamonmuseum in Berlin (2007).

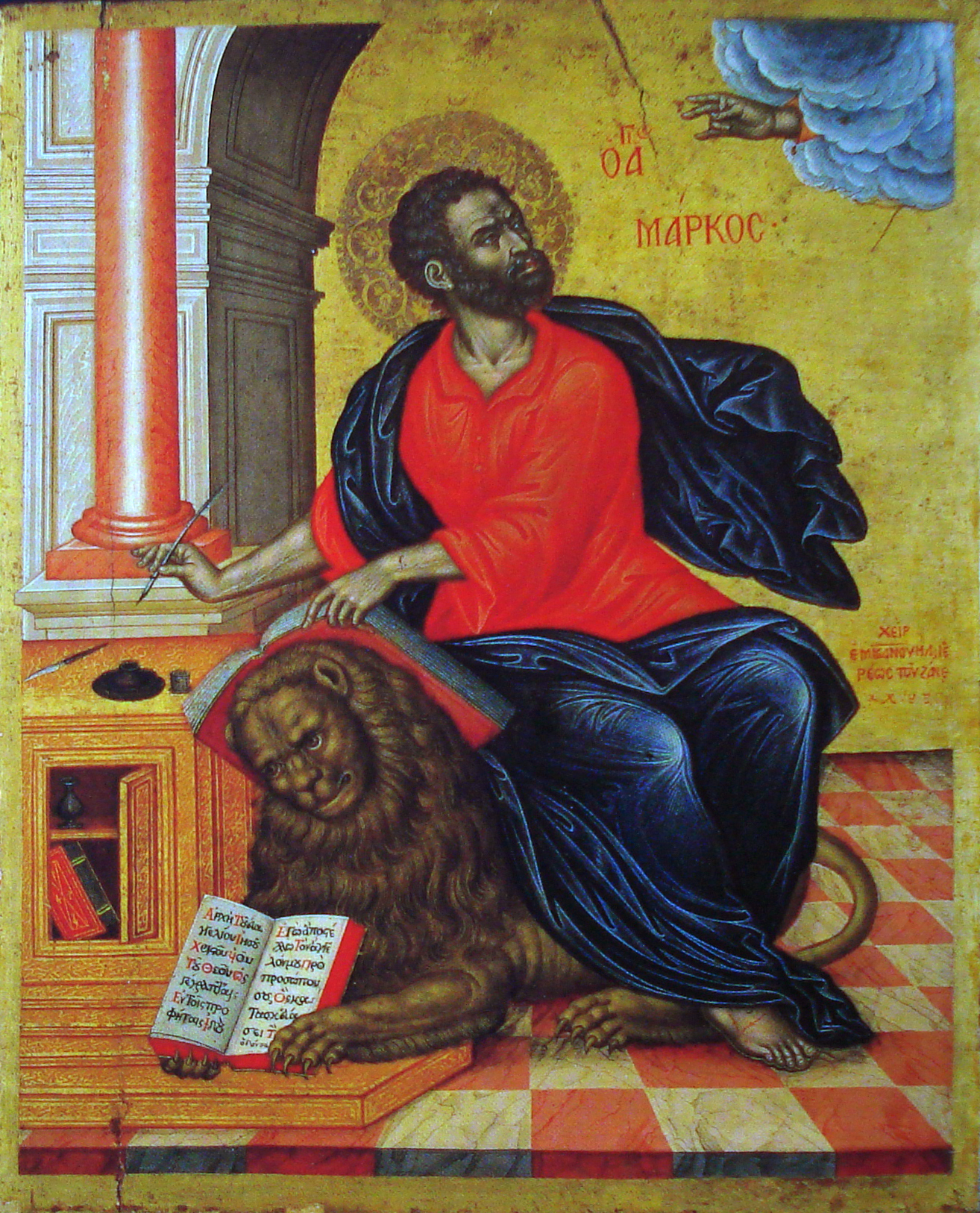
Ikone, Der Evangelist Markus, von Emmanuel Tzanes 1657
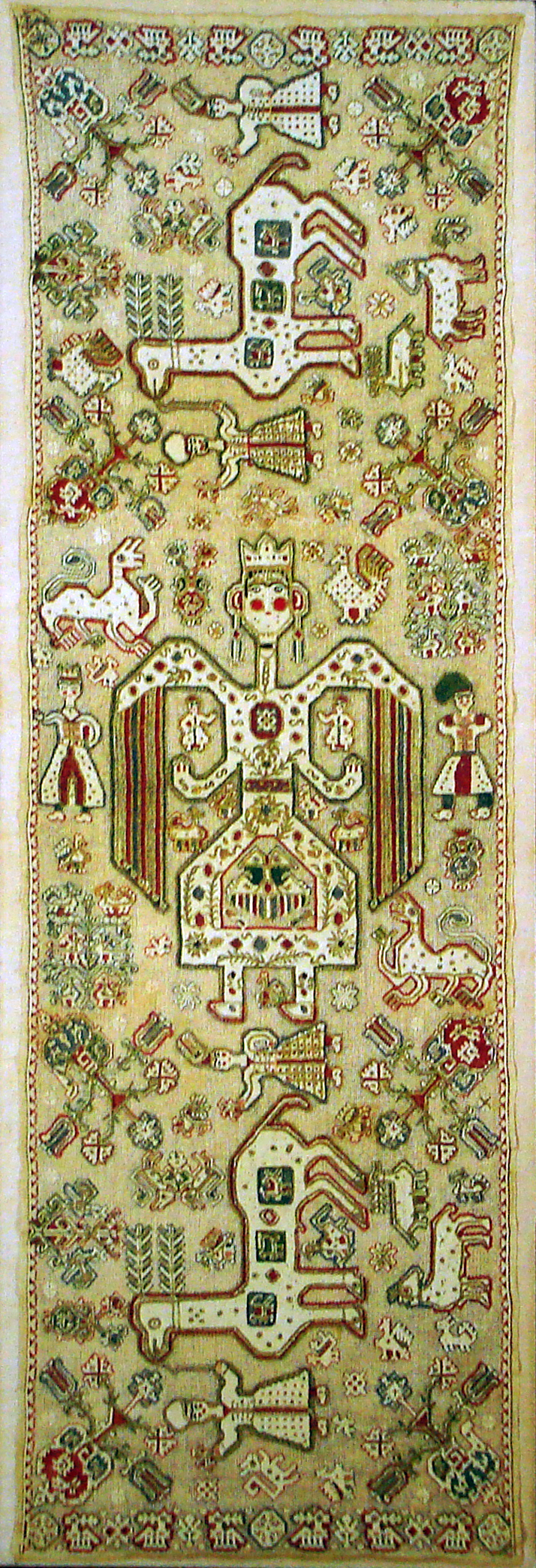
Goldbesticktes Brautkissen von Lefkada, 17. oder 18. Jahrhundert
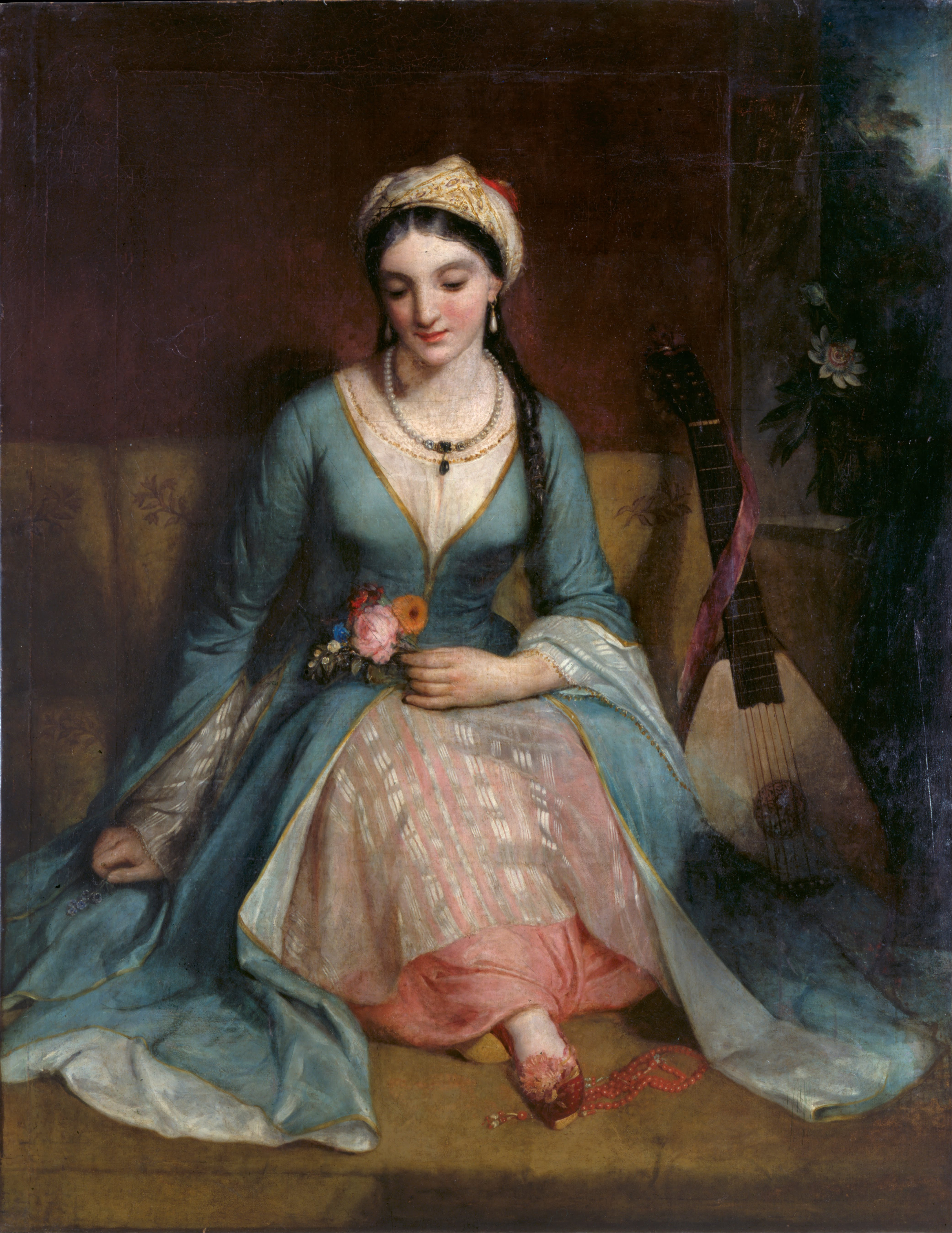
Henry William Pickersgill: Griechisches Mädchen, 1829
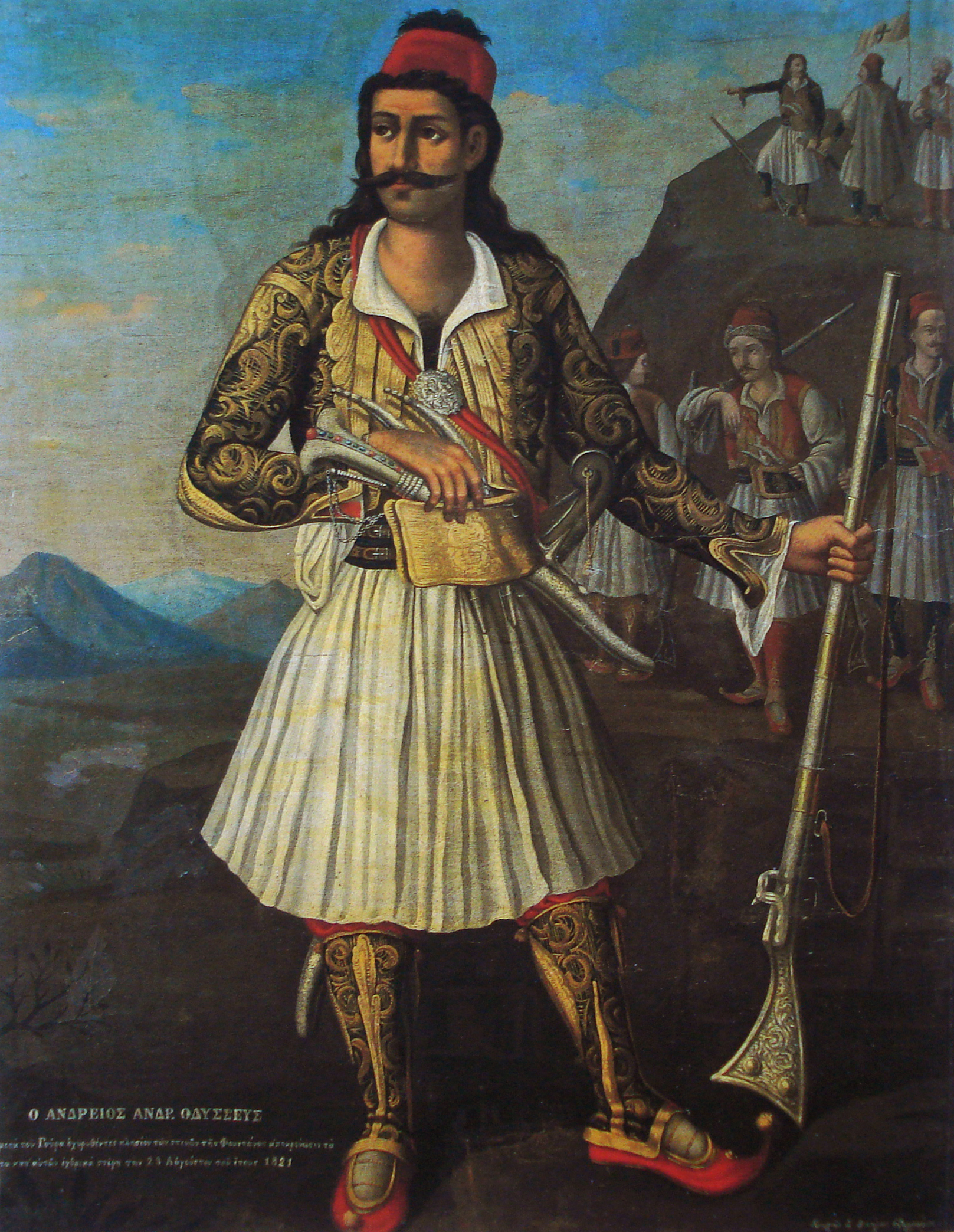
Kostis Desyllas: Porträt Odysseas Androutsos, 1870

### Neuzeitliche Sammlung
Dem Lauf der Geschichte folgend zeigen die folgenden Räume 13 bis 36 die Artefakte der neuzeitlichen Sammlung. Diese Sammlung bietet in erster Linie Darstellungen religiöser und nicht-religiöser Themen vom 15. bis zum 19. Jahrhundert, als das Osmanische Reich über Griechenland herrschte.

### Ausstellungen und Bildungsprogramme
Das Benaki-Museum Griechenland bietet Bildungs-Programme für den Unterricht von Kunst und Geschichte für Schulen in Griechenland, sowie Veranstaltungen, die auf eine Bereicherung der allgemeinen kulturellen Entwicklung des Landes ausgerichtet sind.
Teile der Sammlungen des Museums waren bereits weltweit ausgestellt, so in Kanada im Jahr 2008, den Vereinigten Staaten im Jahr 1959 in Partnerschaft mit der Smithsonian Institution. 2005 verließ ein antiker griechischer Trinkbecher aus massivem Gold zum ersten Mal Griechenland und reiste zum Powerhouse Museum in Sydney und dem Melbourne Immigration Museum in Melbourne, Australien.
Das Museum verfügt über eine Restauratorenwerkstatt.

## Dependancen

Neues Benaki-Museum Pireos-Straße 138

### Neues Benaki-Museum Pireos-Straße 138
In der Pireos/Andronikou-Straße wurde ein ehemaliges Fabrikgebäude, ein Atrium-Bau, aufgestockt und für Ausstellungszwecke umgebaut. In dem Gebäude werden auf 3.000 m² Ausstellungsfläche hauptsächlich Sonderausstellungen griechischer und internationaler moderner Kunst dargeboten. Ein Amphitheater im Innenhof mit 300 Sitzplätzen dient für Musikaufführungen.

### Benaki-Museum für Islamische Kunst
Im Zuge der Konzentration des Hauptgebäudes auf griechische Kunst wurde die islamische Sammlung in einem eigenen Gebäude neu konzeptioniert, die Eröffnung wurde im Zuge der Olympischen Spiele in Athen 2004 vorgezogen. Das Museum in einem Komplex klassizistischer Gebäude im Kerameikos-Bezirk im historischen Zentrum Athens – nahe der antiken Agora – bietet auch neue Ausstellungsräume für temporäre Ausstellungen.
Das am 27. Juli 2004 eingeweihte Museum präsentiert auf mehr als 1000 Quadratmetern Keramik, Töpferei, Metallarbeiten, Gold, Holzschnitzereien, Glas und Textilien, Knochenschnitzereien, Grabmale mit Inschriften, Waffen und Rüstungen. Die Sammlung des Museums werden zu den bedeutendsten weltweit gezählt und umfassen Meisterwerke aus Indien, Persien, Mesopotamien, dem Nahen Osten, Arabien, Ägypten, Nordafrika, Sizilien, Spanien und Kleinasien. Sie zeigt islamische Kunst vom 7. bis zum 19. Jahrhundert und hat eine reichhaltige Sammlung Osmanischer Kunst aus der Zeit der Blüte des Osmanischen Reichs im 16. Jahrhundert.

### Spielzeugmuseum in der Villa Kouloura
In einem an der Poseidon-Straße in Paleo Faliro gelegenen neugotischen Gebäude aus dem frühen 20. Jahrhundert mit symmetrischen Türmen, dem Museum von Vera Kouloura vermacht, ist die Sammlung von Kinderspielzeug ausgestellt. Sie umfasst 2.000 Spielsachen aus der Antike bis 1970, die nicht nur aus Griechenland, sondern aus Europa, Amerika, Afrika uns auch aus dem Osten stammen, darunter handgefertigtes traditionelles griechisches Spielzeug, Brettspiele, Puppen aus England, Frankreich und Deutschland und Puppenkleider.

### Historische Archive im Delta-Haus
In einer zu Beginn des 20. Jahrhunderts erbauten Villa im noblen Vorort Kifissia ist eines der reichhaltigsten historischen Archive Griechenlands untergebracht. Das Haus, in dem am 6. Juli 1933 ein Anschlag auf den früheren Ministerpräsidenten Eleftherios Venizelos scheiterte, wurde von Pinelopi Delta, der Tochter von Emmanouil Benakis, bis zu ihrem Suizid am Tag der deutschen Besetzung Athens im April 1941 bewohnt.
Der Schwerpunkt des Archivmaterials liegt bei Dokumenten, Berichten und anderem historischen Material zur Geschichte der griechischen Nation in den letzten drei Jahrhunderten: die Griechische Revolution, das Königreich Griechenland unter Otto I., das 20. Jahrhundert mit der Regierung von Eleftherios Venizelos, der Widerstand gegen die deutsche Besetzung. Ferner sind Manuskripte griechischer Komponisten und Literaten archiviert.

### Galerie Nikos Chatzikyriakos-Ghika
In dem vom Künstler Nikos Chatzikyriakos-Ghika fast 40 Jahre lang bis zu seinem Tod 1994 bewohnten Haus in der Kriezotou-Straße sind die Arbeiten aus allen Schaffensperioden des Künstlers ausgestellt, insbesondere Gemälde, aber auch Aquarelle, Zeichnungen, Entwürfe, Skulpturen und ein Fotoarchiv.

### Studio Giannis Pappas in Zografos
Im Anwesen des Künstlers Yannis Pappas (1913–2005) in Zografos ist dessen Werk ausgestellt. Hier sind aber auch Ateliers für Studenten der Hochschule der Bildenden Künste Athen untergebracht.